# Jakob Sederholm
Jakob Johannes Sederholm (20 juillet 1863 - 26 juin 1934)  est un pétrologue finlandais qui a travaillé sur les migmatites .

## Biographie
Troublé par la maladie tout au long de sa vie, Sederholm choisit initialement d'étudier la géologie pour lui permettre de travailler à l'extérieur. Après avoir étudié d'abord à Helsinki (où il est l'élève de Fredrik Johan Wiik ), puis à Stockholm et à Heidelberg, Sederholm retourne en Finlande pour travailler pour le Centre de recherche géologique de Finlande. En 1893, il est directeur de cette institution, poste qu'il occupe jusqu'à sa mort quarante ans plus tard.
Travaillant sur les roches du socle précambrien local, Sederholm lance un programme de cartographie qui, entre 1899 et 1925, publie de nombreuses cartes et descriptions de leur histoire géologique. Les gneiss dans les régions qu'il étudie (le soi-disant bouclier baltique) sont souvent de composition mixte, avec des couches de roche granitique entrelacées de roche métamorphique. Sederholm les qualifient de migmatites et les considèrent comme le produit de l'intrusion de magma igné dans des roches métamorphiques en profondeur.
Au cours de sa carrière, Sederholm reçoit à la fois la médaille Murchison de la Société géologique de Londres (1928) et la médaille Penrose de la Société américaine de géologie (également en 1928). Le minéral sederholmite est nommé en son honneur.
Outre ses travaux géologiques, Sederholm est membre de la Diète de Finlande et entreprend des missions auprès de la Société des Nations. Il est également membre et président (à deux reprises) de la Société économique de Finlande.
Dans le roman historique Centennial de 1974, James Michener classe Sederholm parmi les scientifiques qui ont fait les premières estimations de l'âge de la Terre. L'estimation de Sederholm est de 40 millions d'années .